# Stav Lemkin
Stav Lemkin (en hébreu : סתיו למקין), né le 2 avril 2003 à Tel Aviv en Israël, est un footballeur israélien qui joue au poste de défenseur central au FC Twente.

## Biographie

### En club
Né à Tel Aviv en Israël, Stav Lemkin est formé par le Maccabi Tel-Aviv, avant de rejoindre un autre club de la ville, le Hapoël Tel-Aviv FC. 
Lemkin joue son premier match en professionnel le jour de ses 19 ans, le 2 avril 2022, lors d'une rencontre de championnat face au Bnei Sakhnin FC. Il est titularisé et son équipe s'impose par deux buts à un.

### En sélection
En juin 2022 Stav Lemkin est sélectionné avec l'équipe d'Israël des moins de 19 ans pour participer au championnat d'Europe des moins de 19 ans en 2022.
Il est itulaire lors de la demi-finale contre la France et participe à la victoire des siens (1-2). Un succès historique pour les israéliens qui se qualifient pour la première fois en finale d'une compétition officielle,. Lemkin et ses coéquipiers affrontent ainsi l'Angleterre en finale le 1er juillet 2022. Son équipe s'incline lors de cette rencontre (1-3 après prolongations).
Stav Lemkin joue son premier match avec l'équipe d'Israël espoirs le 2 juin 2022 contre la Lettonie. Il entre en jeu et son équipe est battue par un but à zéro. Il inscrit son premier but pour les espoirs le 16 novembre 2022, lors d'un match amical contre la Géorgie. Il est titularisé et participe à la victoire de son équipe par deux buts à un.

## Palmarès
Israël -19 ans
- Championnat d'Europe
  - Finaliste en 2022